# 지산법

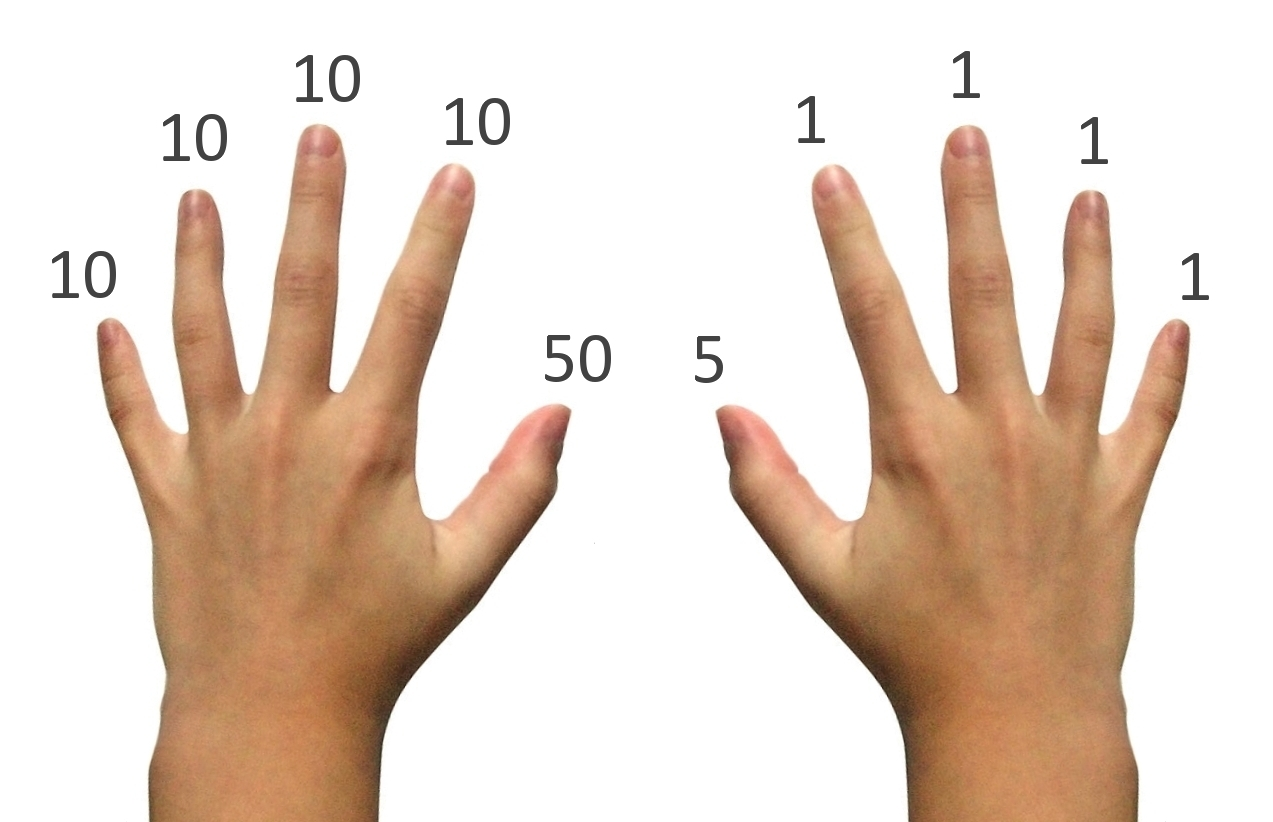

지산법(指算法) 또는 지선법은 수판과 같은 손가락 계산방법으로 기본적인 수학계산을 하는데 사용되는 한 방법이다. 배항영(裴恒榮)의 통합 지산법 책에 의하면 지산법은 1940년대에 배성진(裴成珍)과 그의 아들인 배항영(裴恒榮)에 의해 수정되었다고 한다.
지산법은 배항영에 의해 약 1977년도에 미국으로 건너갔다고 한다. 이 방법으로 0에서 99까지의 모든 숫자를 두 손으로 나타낼 수 있다.

## 기본 개념
오른손의 각 손가락은 (엄지를 제외) 숫자 1을 나타낸다. 숫자 1을 표시할려면 검지를 테이블에 갖다댄다. 검지와 중지를 같이 갖다 대면 숫자 2, 맨 왼쪽 손가락 3개를 같이 갖다 대면 숫자 3, 오른손의 왼쪽 손가락 4개를 같이 갖다 대면 숫자 4를 나타낸다.
각 손의 엄지는 수판의 맨 상단에 있는 윗알처럼 5를 나타낸다. 6을 표시할려면 오른손의 엄지와 검지를 테이블에 갖다 댄다. 이 두 손가락은 엄지의 숫자 5 더하기 검지의 숫자 1을 나타낸다.
왼손은 10개의 아라비아 숫자를 나타낸다. 방식은 오른손과 비슷하며 각 손가락의 숫자에 곱하기 10이 더해진다. 왼손의 각 손가락은 10을 나타내며 엄지는 50을 나타낸다. 이런 방법으로 두손을 사용하여 숫자 0에서 99까지 표시가 가능하다.

## 표기법
숫자 표기법 예시
```
. = 손가락 한개를 테이블에서 떨어뜨림
o = 손가락 한개를 테이블에 붙임
- = 엄지 한개를 테이블에서 떨어뜨림
@ = 엄지 한개를 테이블에 붙임

```

오른손으로 숫자 0부터 9까지 표기하는 방법
```
-.... = 0
-o... = 1
-oo.. = 2
-ooo. = 3
-oooo = 4
@.... = 5
@o... = 6
@oo.. = 7
@ooo. = 8
@oooo = 9

```

9보다 큰 숫자를 양손으로 표기하는 방법
```
..oo- -.... = 20
....@ @.... = 55
.ooo- @o... = 36

```

## 같이 보기
- Finger binary
- bi-quinary coded decimal

## 추가 문헌 목록
- Lieberthal, Edwin M. (1979). 《The Complete Book of Fingermath》. New York: McGraw-Hill. ISBN 0070376808.